# Euryoryzomys legatus
Euryoryzomys legatus är en däggdjursart som beskrevs av Thomas 1925. Euryoryzomys legatus ingår i släktet Euryoryzomys och familjen hamsterartade gnagare. Inga underarter finns listade i Catalogue of Life.
Arten listades tidigare i släktet risråttor.

## Utseende
Euryoryzomys legatus har samma storlek som andra släktmedlemmar. I den täta och långa pälsen är ungefär 18 mm långa taggar inblandade. Svansen är lite längre än huvud och bål tillsammans och den är tydlig uppdelad i en mörk ovansida och en ljus undersida. I samma släkte har endast Euryoryzomys lamia ett robustare kranium.

## Utbredning och ekologi
Denna gnagare förekommer i kulliga områden och bergstrakter i södra Bolivia och norra Argentina. Utbredningsområdet ligger 500 till 2100 meter över havet. Arten lever där i tropiska skogar. Den har bon på marken och klättrar i träd.

## Hot
Regionala bestånd hotas av landskapsförändringar. Hela populationen bedöms fortfarande som stor. IUCN listar arten som livskraftig (LC).